# Blythe Hartley
Blythe Hartley (Edmonton, 2 maggio 1982) è una tuffatrice canadese.
Inizia a praticare tuffi a 12 anni. Studia alla University of Southern California dove si laurea nel 2006 in scienze della comunicazione.
Ottiene la sua prima medaglia d'oro mondiale a Fukuoka nel 2001 nel trampolino da 1 metro.
Nel 2003 è nuovamente sul podio vincendo la medaglia di bronzo ancora dal trampolino da 1 metro e ad Atene 2004 vince in coppia con Émilie Heymans, tuffatrice d'origine belga nata a Bruxelles, il bronzo olimpico nella piattaforma da 10 metri sincro. 
Ai Mondiali di Montreal 2005 è nuovamente campionessa mondiale da 1m.
Ai Mondiali di Melbourne 2007 sale nuovamente sul podio vincendo la medaglia d'argento dal trampolino da 1m.

## Palmarès
- Giochi olimpici

Atene 2004: bronzo nel sincro 10 m.
- Mondiali di nuoto

Fukuoka 2001: oro nel trampolino 1 m.
Barcellona 2003: bronzo nel trampolino 1 m.
Montreal 2005: oro nel trampolino 1 m.
Melbourne 2007: argento nel trampolino 1 m.
- Giochi panamericani

Winnipeg 1999: argento nella piattaforma 10 m e bronzo nel trampolino 3 m.
Santo Domingo 2003: oro nel trampolino 3 m e nel sincro 3 m e bronzo nella piattaforma 10 m.
- Giochi del Commonwealth

Kuala Lumpur 1998: argento nel trampolino 1 m.
Manchester 2002: argento nel trampolino 1 m e bronzo nella piattaforma 10 m.
Melbourne 2006: oro nel trampolino 1 m e nel trampolino 3 m.